# Indice insulinique
L'indice insulinique ou index insulinémique d'un aliment donne l'élévation de l'insuline dans le sang dans les deux heures qui suivent son ingestion. Cet indice est similaire à l'indice glycémique qui donne l'élévation de glycémie. Cependant, l'index insulinémique compare des portions alimentaires de quantités caloriques équivalentes (250 kcal ou 1 000 kJ) alors que l'index glycémique compare des portions contenant 50 g de glucides. Cet index peut être plus précis que l'index glycémique, car certains aliments contenant peu ou pas de glucides provoquent une hausse importante de l'insuline.